# Dromaius novaehollandiae minor
El emú negro o emú de la isla King (Dromaius novaehollandiae minor) es una subespecie extinta del emú, un ave estrutioniforme de la familia Dromaiidae. Era endémica de la isla King, que está situada en el estrecho de Bass (entre Australia y Tasmania). Su pariente más cercano pudo haber sido el también extinto emú de Tasmania (D. n. diemenensis), siendo ambas subespecies una única población hace 14 000 años, cuando las islas aún estaban conectadas. Su pequeño tamaño pudo ser producto del enanismo insular.
El emú de la isla King era el más pequeño de todos los emúes y tenía el plumaje más oscuro que el emú común, la subespecie nominal y oriunda de Australia. Los adultos eran de color negro y marrón y tenían el cuello desnudo mostrando su piel azul mientras que los polluelos eran rayados, al igual que la variedad continental. Se diferenciaba del pequeño emú de la isla Canguro (D. baudinianus) por una serie de detalles osteológicos como su talla. El comportamiento de esta subespecie era probablemente muy similar al del emú común, reuniéndose en bandadas para comer y durante la época de cría. Su dieta se basaba en bayas, hierbas y algas. Eran animales rápidos y cuando se sentían en peligro se podían defender sobre la base de patadas. Por otro lado, su nido era poco profundo y estaba construido con hojas secas y musgo. La puesta era de siete a nueve huevos y posiblemente eran incubados por ambos padres.
Fue descubierta por los europeos en 1802 durante las primeras expediciones a la isla. La mayor parte de lo que se sabe sobre esta ave es gracias a una entrevista realizada por el naturalista francés François Péron a un cazador de focas de la zona, así como representaciones del artista Charles-Alexandre Lesueur. Ambos llegaron a la isla King en 1802 como parte de la expedición Baudin que en 1804 envió a Francia varios emúes, entre vivos y disecados, provenientes de las islas King y Canguro. Las dos únicos ejemplares que sobrevivieron al viaje fueron llevados al Jardín de plantas de París mientras que los restos óseos de esta y otras aves se dispersaron por varios museos de Europa. La bitácora de la expedición no precisa la procedencia de los ejemplares ni si eran distintos por lo que su posición taxonómica es poco clara. La caza excesiva e incendios forestales provocados posiblemente llevó a la extinción a la población silvestre alrededor de 1805 mientras que los ejemplares en cautiverio en París, probablemente los últimos representantes de su taxón, murieron en 1822.

## Taxonomía

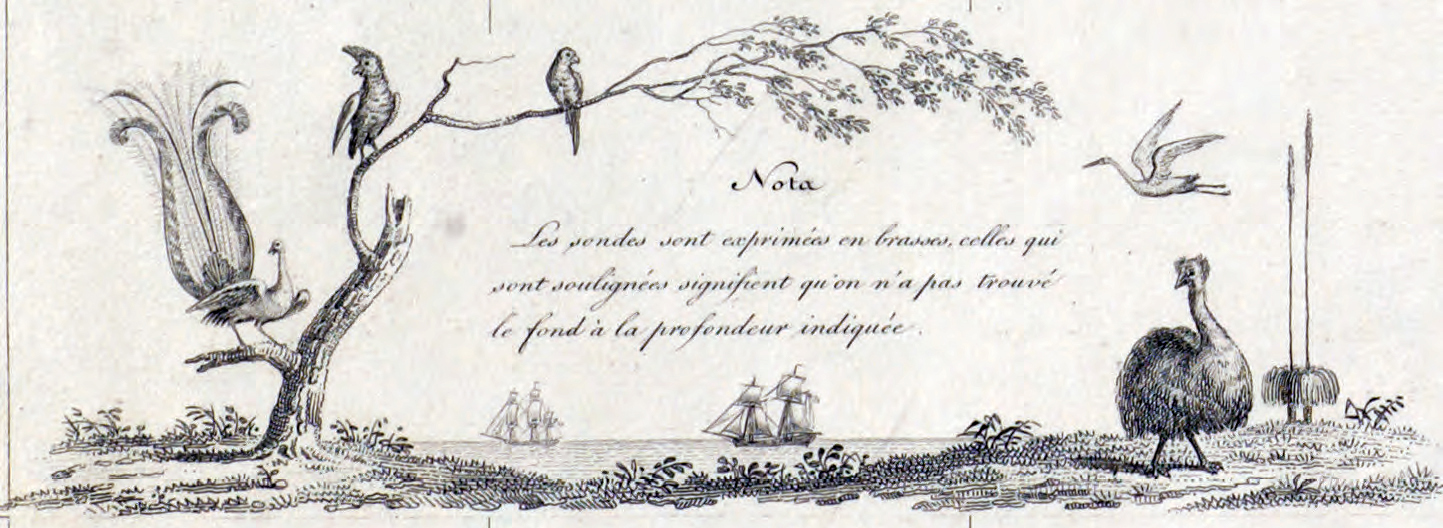
Cartucho de un emú junto a otras aves.

Existe mucha confusión sobre el estatus taxonómico y origen geográfico de los pequeños emúes de las islas King y Canguro, ya que ejemplares de ambas poblaciones fueron llevados a Francia como parte de una misma expedición francesa a Australia a principios de 1800. La bitácora de la expedición no indica claramente dónde y cuándo se recogieron los pequeños emúes dando lugar a una gran cantidad de nombres científicos posteriormente acuñados para las aves y la idea errónea de la isla Canguro como origen común de todos ejemplares de emúes. Por otra parte, en 1914, L. Brasil argumentó que la expedición no pudo haber encontrado emúes en las isla King ya que el tiempo había sido muy malo para haber dejado el campamento. Para aumentar la confusión existente está el hecho que los franceses en aquel entonces se referían tanto a emúes como casuarios por el vocablo casoars.
Louis Jean Pierre Vieillot nombró la especie como Dromaius ater en 1817. En 1906, Walter Baldwin Spencer acuñó el nombre Dromaius minor basado en algunos huesos y cáscaras de huevos subfósiles del Pleistoceno encontrados en la isla King ese mismo año al creer que constituían la primera evidencia física de la existencia de emúes en esa isla. Sin embargo William Vicente Legge empleó el nombre Dromaius bassi para estos mismos restos aunque en una fecha posterior. En 1907, Walter Rothschild declaró en su libro Extinct Birds que los restos descritos por Vieillot eran en realidad de emú común y por lo tanto el nombre D. ater no era válido. Creyendo que las pieles conservadas en el Museo Nacional de Historia Natural de Francia provenían de la isla Canguro, las convirtió en el espécimen tipo de una nueva especie a la que llamó Dromaius peroni en honor al naturalista francés François Péron, quien era la principal fuente de información de esta ave.

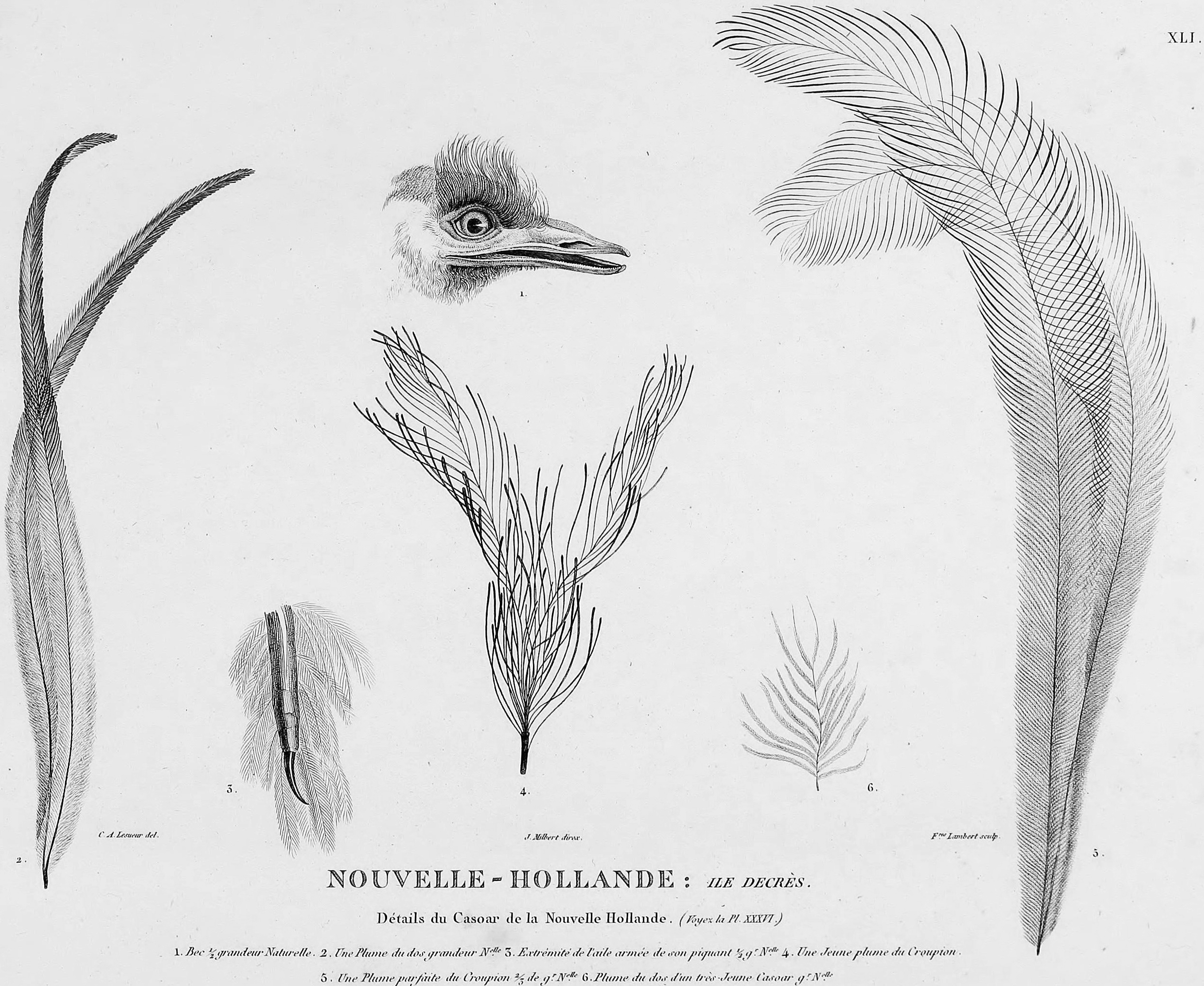
Dibujo de C. A. Lesueur de 1807 de la cabeza, alas y plumas de un ejemplar de emú, posiblemente esta subespecie.

El ornitólogo aficionado australiano Gregory Macalister Mathews creó más nombres en la década de 1910 incluyendo un nuevo nombre de género, Peronista, ya que creía que las aves encontradas en las islas King y Canguro eran genéricamente distintas al emú común. Sin embargo, posteriormente se afirmó que los restos subfósiles encontrados en las islas King y Canguro no eran visiblemente diferentes a otros emúes y por lo tanto pertenecían al mismo género. En 1959, el ornitólogo francés Christian Jouanin y basándose en los registros de la expedición y documentos de los museos propuso que ninguna de las pieles recogidas en la expedición Baudin provenían de la isla Canguro. En 1990, C. Jouanin y Jean-Christophe Balouet usaron técnicas forenses ambientales para demostrar que la piel conservada en París provenía de la isla King y por tanto, al menos una de las dos aves que llegaron vivas a Francia eran originaria de dicha isla. Con ello, se supuso que la especie originaria de la isla Canguro fue nombrada sobre la base de los restos provenientes de isla King por lo que ninguno de los nombres que anteriormente le fueron dados eran válidos quedando sin un nombre científico. Posteriormente y gracias a hallazgos de restos subfósiles y estudios posteriores realizados tanto en la isla King como Canguro y en particular a los estudios realizados por Shane A. Parker se determinaron una distinta morfología y origen geográfico. Parker entonces nombró al ave de la isla Canguro como D. baudinianus en honor a Nicolas Baudin, líder de la expedición francesa, mientras que el de la isla King se mantuvo como D. ater.
A pesar de ser pocas las diferencias morfológicas entre los emúes comunes y los dos insulares extintos, además de su tamaño, los tres taxones fueron considerados a menudo como especies distintas. En 2011 un estudio genético del ADN mitocondrial y nuclear realizados en cinco huesos de emúes de la isla King concluyeron que constituían una subespecie del emú común pasando a llamarse Dromaius novaehollandiae ater. En la edición del 2013 del Howard and Moore Complete Checklist of the Birds of the World el nombre trinomial fue cambiado por D. n. minor, propuesto por W. B. Spencer en 1906, ya que D. ater estaba originalmente destinado para el emú proveniente del continente.

### Evolución

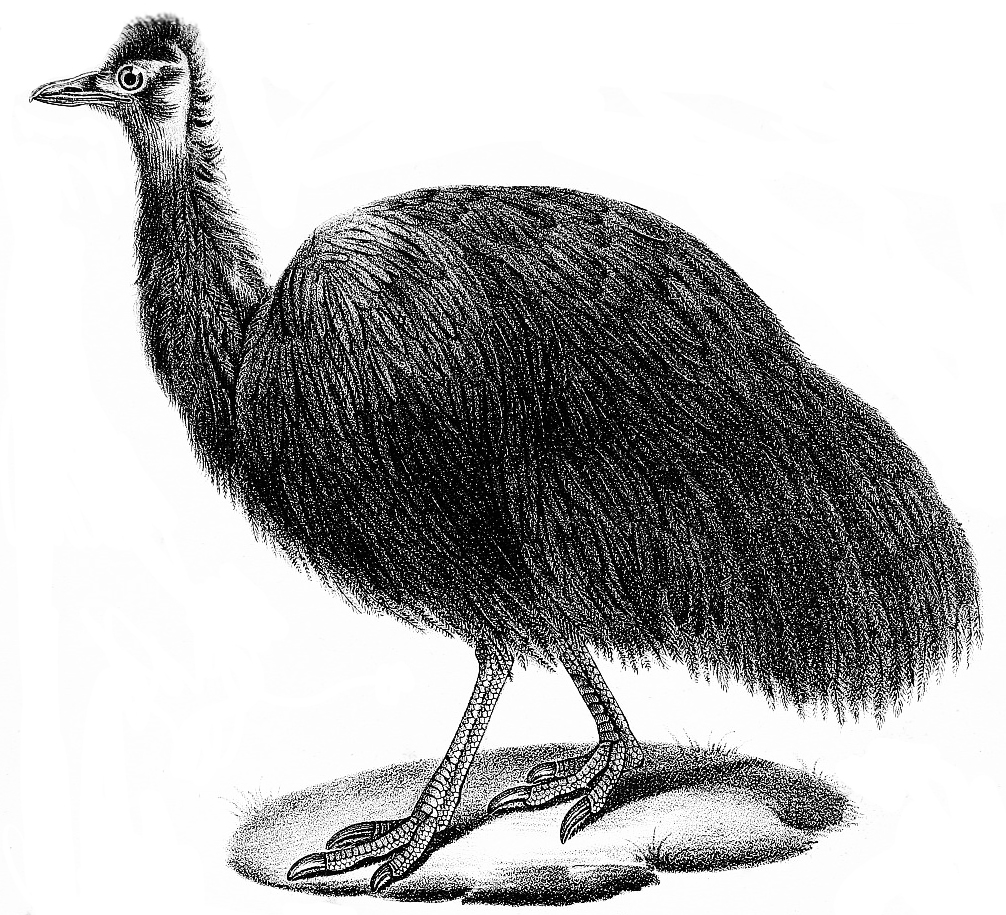
Ilustración de espécimen llevado al Museo de Historia Natural de París, por L. P. Vieillot.

Durante el Cuaternario tardío (hace 0,7 millones de años) pequeños emúes vivían en una serie de islas cercanas a Australia continental. Entre estos, además del emú de la isla King, se puede mencionar al emú de la isla Canguro (D. baudinianus) y el de Tasmania (D. n. diemenensis), todos actualmente extintos. El más pequeño de estos era el que habitaba en la isla King, una pequeña isla ubicada en estrecho de Bass entre Tasmania y Australia, a unos 100 km de ambas costas. Anteriormente la isla King era parte de una puente de tierra que unía a Tasmania con el continente pero el aumento del nivel del mar tras la última glaciación finalmente aisló la isla. Posiblemente como resultado de la plasticidad fenotípica en su población, los emúes se vieron sometidos a un proceso de enanismo insular.
De acuerdo con un estudio genético realizado en 2011, existe una estrecha relación entre las poblaciones que habitaban la isla King y la todavía existe en el continente, que indica que los primeros fueron aislados hace relativamente poco tiempo debido a los cambios del nivel del mar en el estrecho de Bass. Los modelos del cambio del nivel del mar indican que Tasmania y la isla King —como una única isla— se separó del continente hace 14 000 años y no fue hasta varios miles de años después cuando la isla King se separó de Tasmania. Esto sugiere que tanto el emú de la isla King como el de Tasmania fueron una única población antes de diferenciarse y por tanto ambos taxones están igual de relacionados con el taxón continental y a su vez, los dos primeros están más estrechamente relacionados entre ellos. Además los restos fósiles provenientes de Tasmania muestran emúes con un tamaño intermedio entre las poblaciones del continente y los que habitaron la isla King.

## Descripción

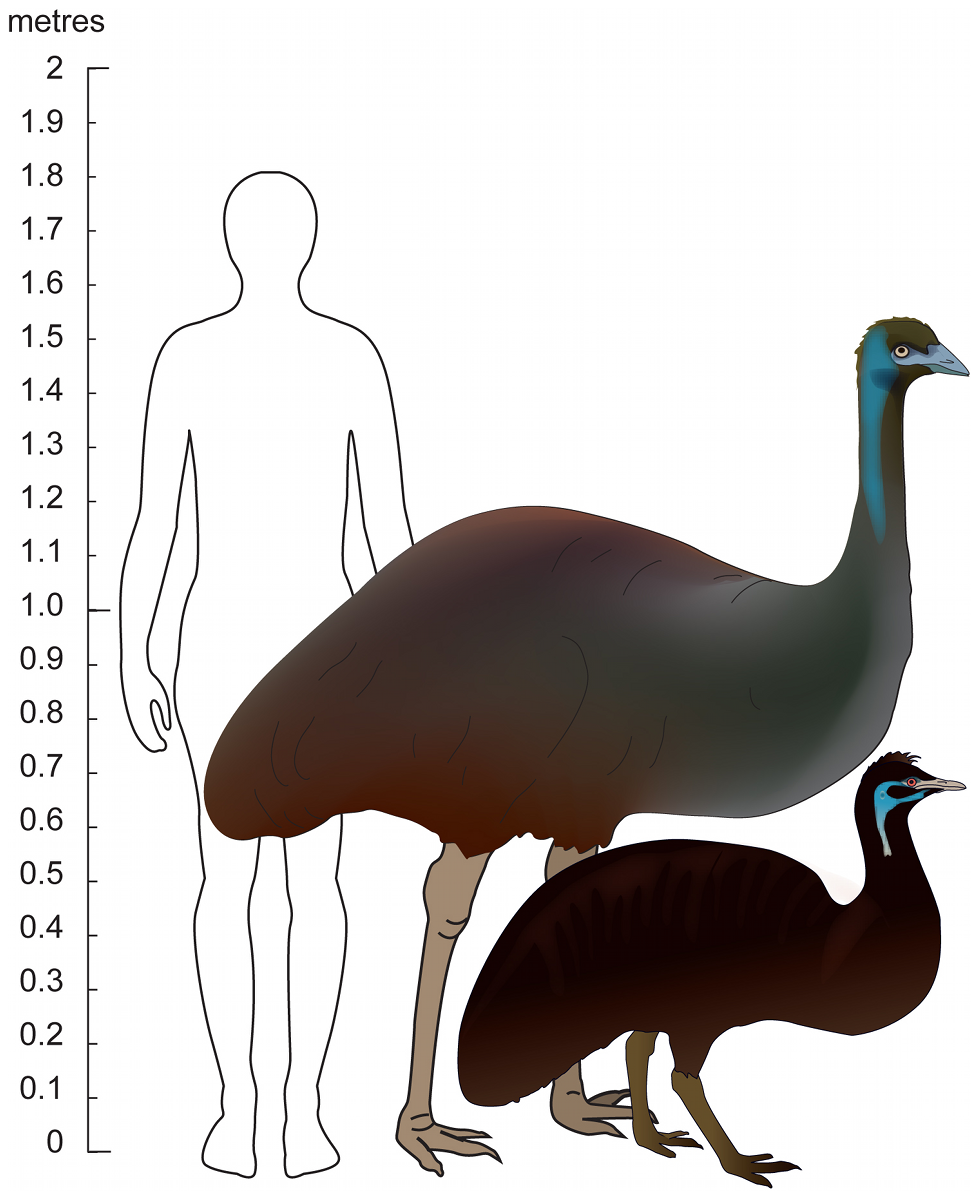
Comparación del tamaño del emú continental con uno de la isla King.

El emú de la isla King fue el más pequeño de todos los emúes siendo la mitad de tamaño del emú común. Medía unos 87 cm de altura y, de acuerdo con la entrevista realizada por F. Perón a un cazador de focas, los ejemplares más grandes llegaban a los 137 cm de longitud y pesaban entre 20 y 23 kg. En comparación a sus parientes, su plumaje era más oscuro siendo negro en el cuello y cabeza mientras que en el resto del cuerpo era negruzco mezclado con marrón. Su pico y patas eran negruzcas mientras que la piel desnuda en su cuello era azul. En el estudio genético del 2011 no se encontraron genes comúnmente asociados con el melanismo en las aves pero se propuso que su coloración pudo deberse a factores genéticos o no genéticos alternativos. Según Perón hubo poca diferencia entre los sexos pero probablemente el macho era ligeramente más grande y con una coloración más brillante. Los juveniles eran grises mientras que los polluelos, al igual que sus parientes, eran rayados. No existió variación estacional del plumaje.
Los restos subfósiles muestran que el tamaño de su tibia era de aproximadamente 330 mm de largo mientras que su fémur era de 180 mm de largo. Su pelvis era de unos 280 mm de largo, 64 mm de ancho en la parte delantera y 86 mm en la parte posterior. En promedio, el metatarso medía 232 mm de longitud y el tibiotarso 261 mm en los machos y 301 mm en las hembras. Este último hueso medía en promedio 369 mm y 305 mm respectivamente en los ejemplares de la isla Canguro. Aparte de ser más pequeño, el emú de la isla King se diferencia osteológicamente del de la isla Canguro ya que el foramen intratroclear del tarsometatarso solía ser total o parcialmente reducido además que la tróclea exterior era paralela hacia la tróclea media mientras que en los de la isla Canguro era más curva.

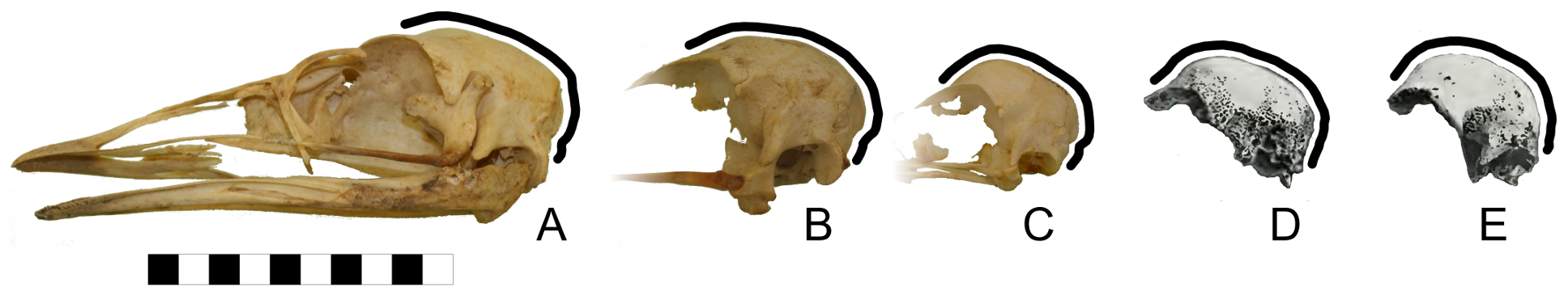
Comparación de cráneos de emúes comunes (A, B y C) y emúes de la isla King (D y E)

Aparte del tamaño, el emú de la isla King y el emú común presentan pocas diferencias morfológicas. De acuerdo con Mathews las piernas y pico eran más cortos aunque los dedos tenían casi de la misma longitud que, tomando en cuenta la diferencia de tamaño entre ambos, sugiere que los del emú de la isla King eran proporcionalmente más largos. Otras características propuestas para diferenciar ambos taxones fueron el agujero distal de la tarsometatarso y el contorno del cráneo sin embargo, se sabe que el agujero distal es diferente en ejemplares dentro del mismo emú común existiendo diversidad entre las formas juveniles y adultas y por lo tanto es taxonómicamente insignificante. Lo mismo ocurre con el contorno del cráneo, que tiene forma de cúpula en el emú de la isla King, una característica también presente en los emúes comunes juveniles.

## Comportamiento y ecología

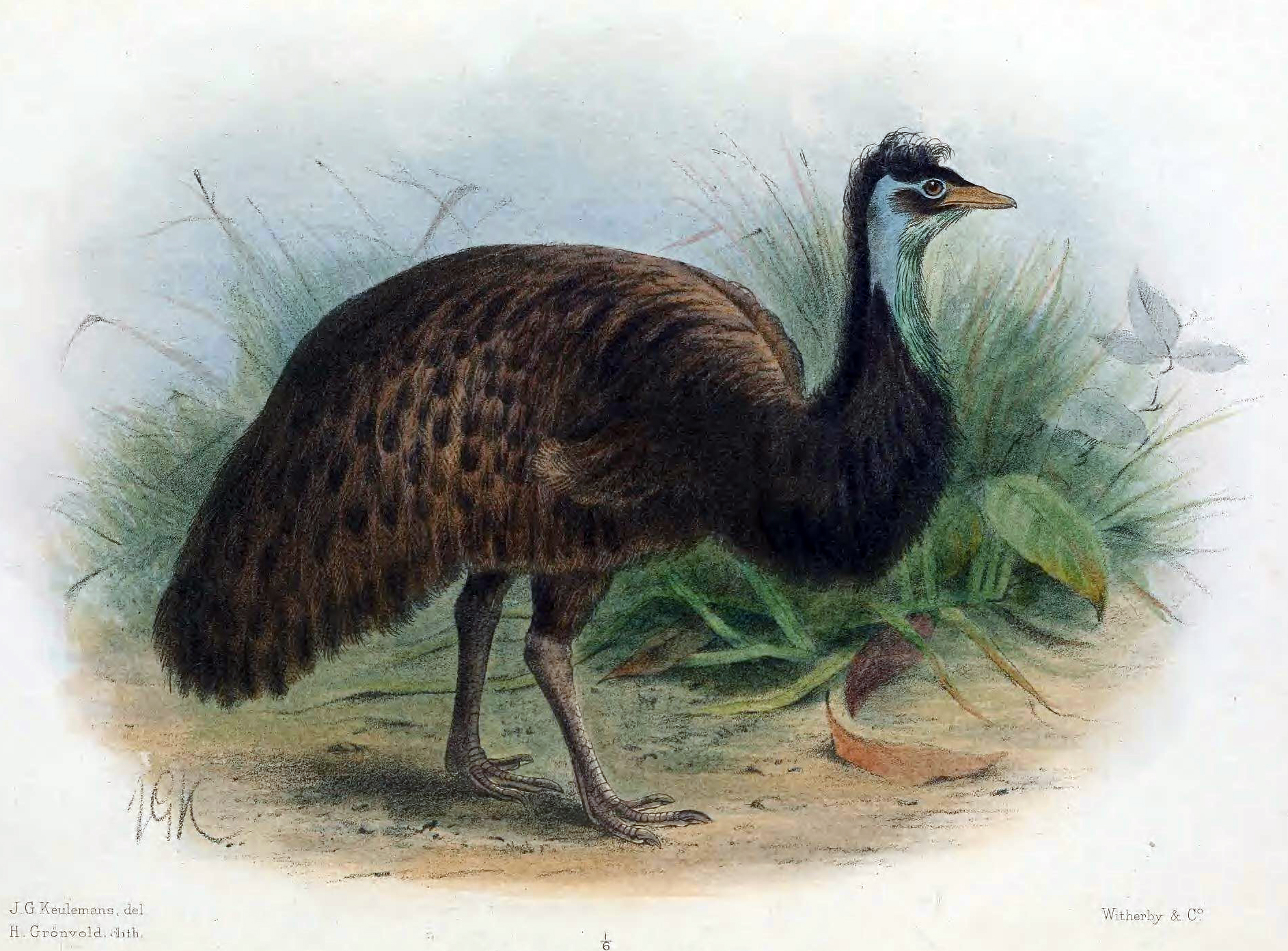
Ilustración de Keulemans (1911) basada en las pieles conservadas en París.

Gracias a la entrevista realizada por Péron conocemos algunos aspectos de la conducta del emú de la isla King. De esta forma sabemos que eran principalmente solitarios a excepción de la época reproductiva cuando formaban parejas. Se alimentaban de bayas, hierbas y algas principalmente durante la mañana y tarde. Aunque eran corredores rápidos, eran lentos en comparación a sus parientes en el continente debido a la presencia de grasa corporal. Eran buenos nadadores pero solo lo hacían cuando era necesario. Preferían las áreas con sombras cercanas a lagunas y costas en lugar de espacios abiertos. Si no lograban huir de los perros de caza de los cazadores de focas se defendían propinando patadas que causaban grandes daños en sus perseguidores.
Cuando el capitán Matthew Flinders llegó a la isla en 1802 no encontró emúes sin embargo, su naturalista Robert Brown examinó su estiércol y determinó que se alimentaban principalmente de bayas de la especie Leptecophylla juniperina. Una descripción del ornitólogo inglés John Latham acerca del llamado «casuario de Van Diemen» puede referirse al emú de la isla King sobre la base de su pequeño tamaño. Además de una descripción física, afirmó que se reunían en grupos de 70 a 80 individuos para alimentarse en un lugar específico, comportamiento aprovechado por los cazadores.
De acuerdo con Péron, el nido estaba generalmente situado cerca del agua bajo la sombra de algún arbusto. Este tenía una forma oval poco profundo y estaba construido con palos y forrado con hojas secas y musgos. La puesta era de siete a nueve huevos y se realizaba siempre el 25 y 26 de julio, aunque es desconocida la ventaja selectiva de esta sincronización. La hembra se encargaba de la incubación aunque la aparente presencia de una placa de incubación en los machos sugiere que estos también intervenían. Los polluelos abandonan el nido a los dos o tres días de la eclosión. Los huevos eran presas de serpientes, ratas y cuoles. Aunque Péron menciona que el período de incubación duraba de cinco a seis semanas, este es demasiado corto en comparación al del emú común que dura de 50 a 56 días. También menciona que las madres protegían a sus crías de los cuervos con su pico; sin embargo, este comportamiento es conocido en la actualidad por ser estrictamente masculino.

## Relación con los humanos

### Descubrimiento

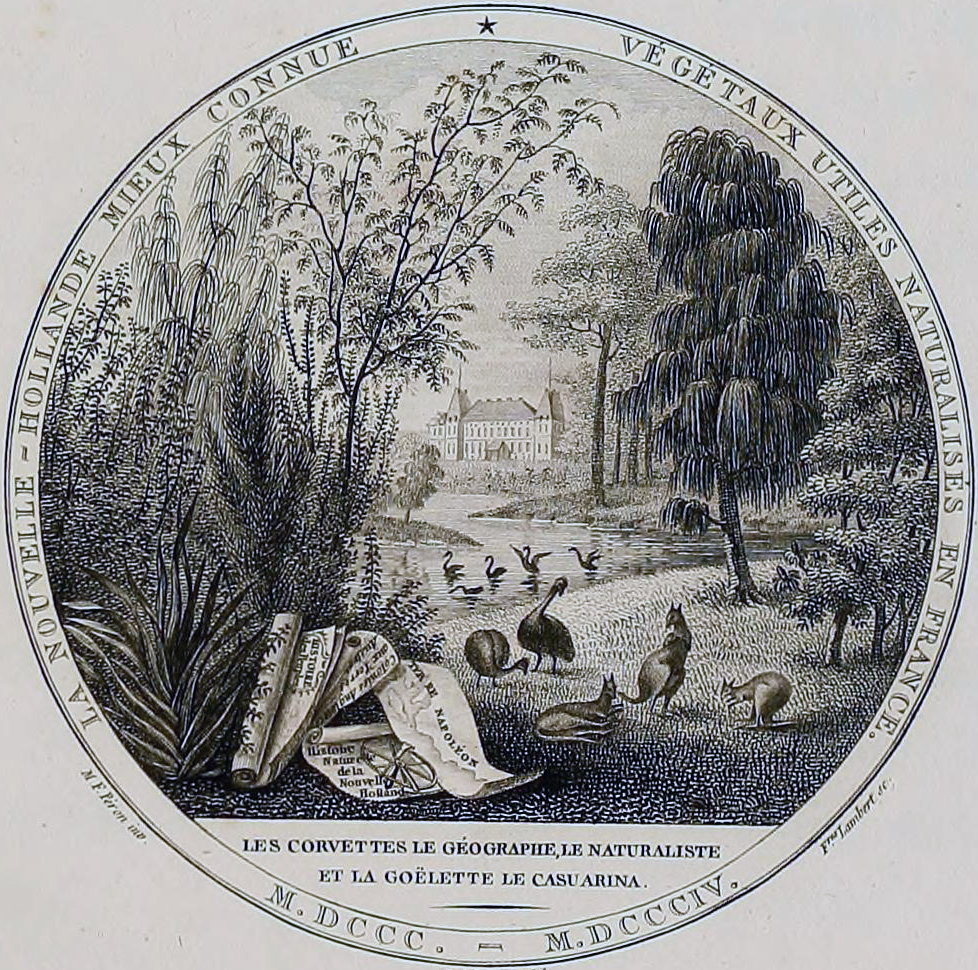
Dos pequeños emúes y otros animales fuera del castillo de Malmaison, frontispicio de la portada del informe de la expedición Baudin.

Los europeos descubrieron el emú de la isla King cuando la tripulación del Lady Nelson, comandada por John Murray, visitaba la isla en enero de 1802 aunque solo fue mencionado por los marineros sin entrar en mayores detalles. Poco después y ese mismo año, la isla fue visitada por el capitán Nicolas Baudin durante la expedición francesa de 1800-04 que tenía como principal objetivo cartografiar la costa de Australia. Dicha expedición estaba conformada por dos barcos, Le Naturaliste y Le Géographe, los cuales además llevaban naturalistas encargados de describir la fauna y flora local. Uno de estos naturalistas era François Péron que visitó la isla King y fue la última persona en realizar una descripción de esta ave en la naturaleza. En aquel entonces, Perón junto a alguno de sus compañeros se vieron obligado a permanecer en la isla debido a las tormentas y se refugiaron con algunos cazadores de focas, de quienes obtuvo información de esta ave. Los cazadores se alimentaban de su carne, que fue descrita por Perón como a medio camino entre la del pavo-gallo y la de cerdos jóvenes.
Péron no reportó ver emúes en la isla lo que explicaría el hecho que fueran descritos del mismo tamaño que los del continente. Sin embargo, la mayor parte de lo que se conoce de esta ave proviene de un cuestionario de 33 puntos que usó Perón para entrevistar a Daniel Cooper, un cazador local de focas. Cumpliendo con los deseos de las autoridades francesas, quienes encargaron llevar a Francia plantas y animales que pudieran ser útiles, Perón preguntó a los cazadores si era posible la cría y engorde en cautiverio de estas aves en cautiverio y obtuvo una gran variedad de recetas. El cuestionario que empleó Perón permaneció inédito hasta 1899 y por lo tanto, hasta ese entonces era poco lo que se conocía sobre esta ave.

### Ejemplares transportados

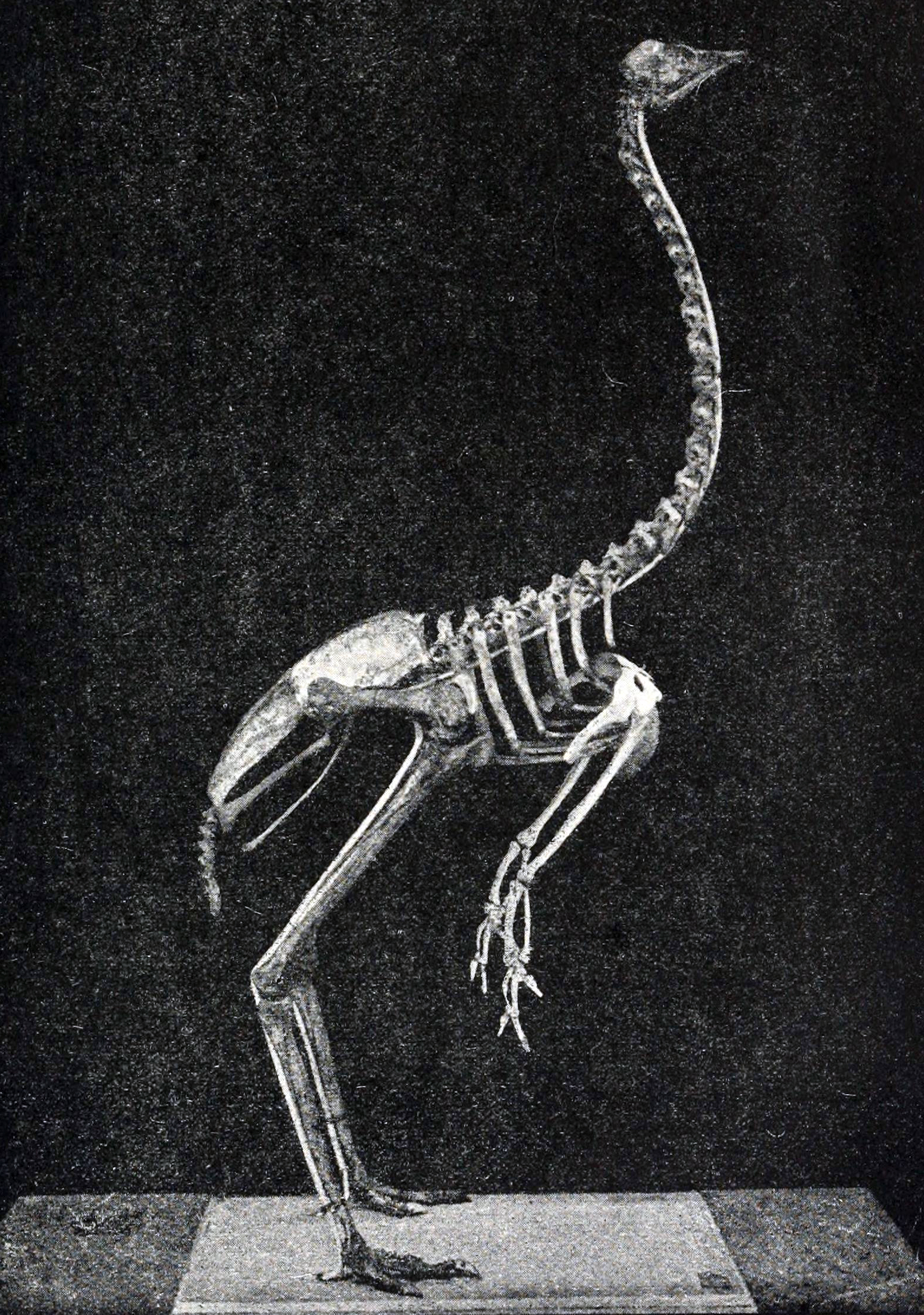
Esqueleto montado, en el Real Museo Zoológico de Florencia.

Como parte de la expedición Baudin fueron enviados a Francia varios ejemplares de emúes de distintas subespecies, entre vivos y muertos, de los cuales algunos conservan en varios museos de Europa. Así Le Naturaliste llevó a Francia en junio de 1803 un ejemplar vivo y una piel de emú provenientes de Australia mientras que Le Géographe llevó en marzo de 1804 varios emúes vivos provenientes de las islas King y Canguro, de los cuales al menos dos eran provenientes de la primera y de acuerdo con algunas fuentes eran un macho y una hembra. Aparte de los ejemplares vivos, Le Géographe llevó varias pieles de ejemplares juveniles recolectados en diferentes islas. En la actualidad solo se conservan dos, una en París y la otra en Turín, ambas de procedencia desconocida ya que el resto se perdieron. Durante el viaje varios ejemplares murieron debido a las ratas, cucarachass y el mal tiempo mientras que otros debieron ser alimentados a la fuerza para evitar que murieran de hambre. En total, Le Géographe llegó a Francia con 73 animales vivos de diferentes especies.

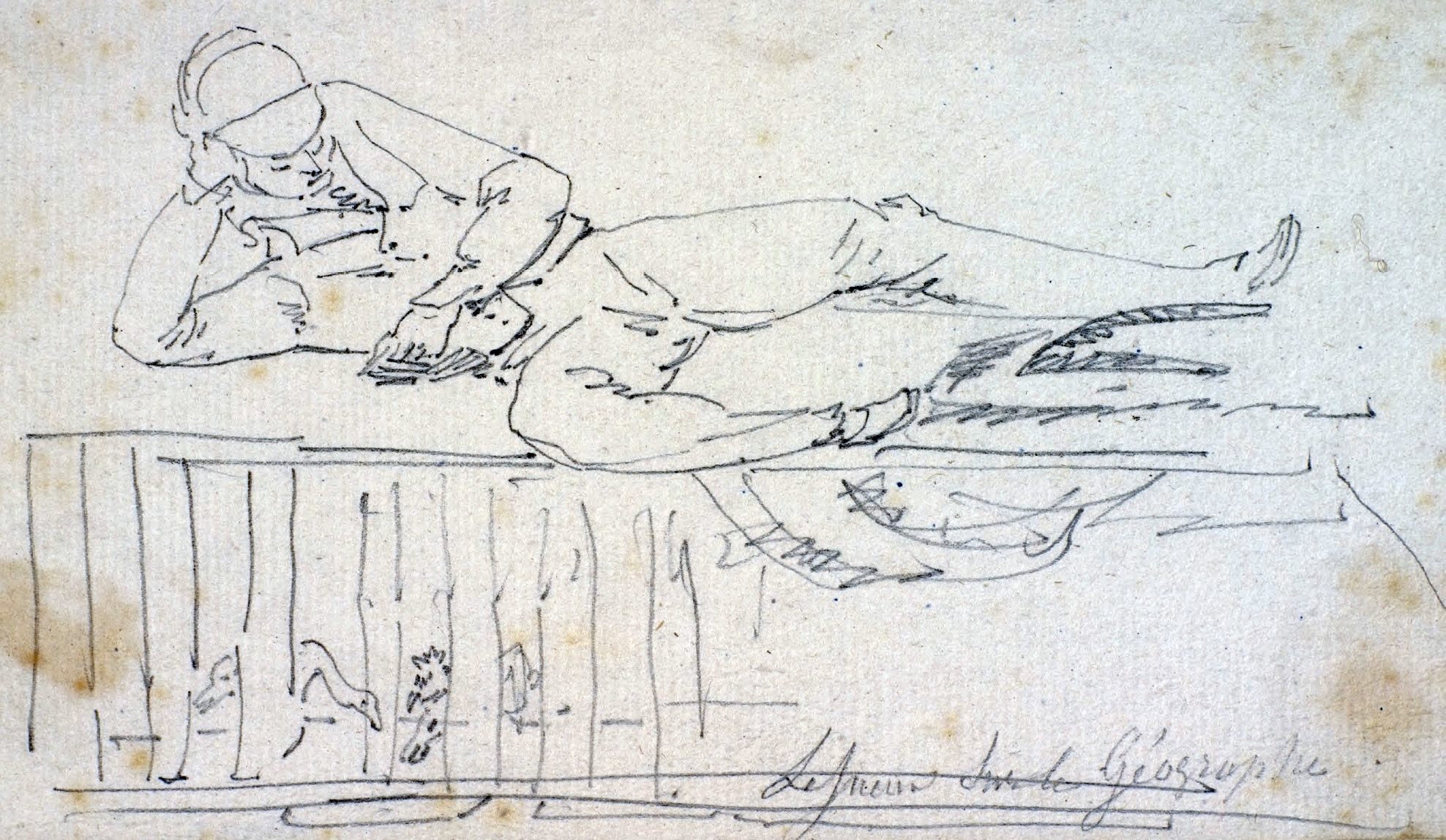
Autorretrato de Lesueur acostado sobre una jaula con aves en Le Géographe.

Los dos individuos que llegaron a Francia fueron llevados a la colección de animales de la emperatriz Josefina aunque antes del año de su llegada fueron trasladados al Jardín de plantas de París. La «hembra» murió en abril de 1822 y su piel se conserva actualmente en el Museo Nacional de Historia Natural de Francia mientras que el «macho» murió en mayo del mismo año y su esqueleto se conserva en el mismo museo. Una de las plumas de la piel de París fue donada al Museo y Galería de Arte de Tasmania y es la única pluma conservada en Australia de la que se tiene la certeza de ser de esta subespecie. La piel de París contiene varios huesos pero no la pelvis que es un indicador del sexo de un ave, por lo que el que haya sido una hembra es discutible. Por otro lado, Perón afirmó que los ejemplares llevados eran distintos a los del continente australiano pero no indica si eran distintos entre sí o cual era su origen por lo que este fue misterio por más de un siglo.
Existe además un esqueleto en el Museo de Historia Natural de Florencia, obtenido de Francia en 1833, pero etiquetado como casuario hasta 1900 cuando fue correctamente identificado por el zoólogo italiano Enrico Hillyer Giglioli. De este esqueleto se conservan varios huesos aunque algunos han sido remplazados por piezas de madera. Además su metatarso derecho se dañó mientras el ave vivía y no sanó correctamente. Se pensaba que correspondía a un macho pero ahora se sabe que es un esqueleto montado a partir de dos ejemplares. Existe además un modelo conservado en el World Museum de Liverpool pero es probable que se trate de un emú común juvenil. Además de los ejemplares llevados a Francia, se sabe que algunos fueron llevadas a Australia en 1803 pero su destino es desconocido.

### Representaciones contemporáneas

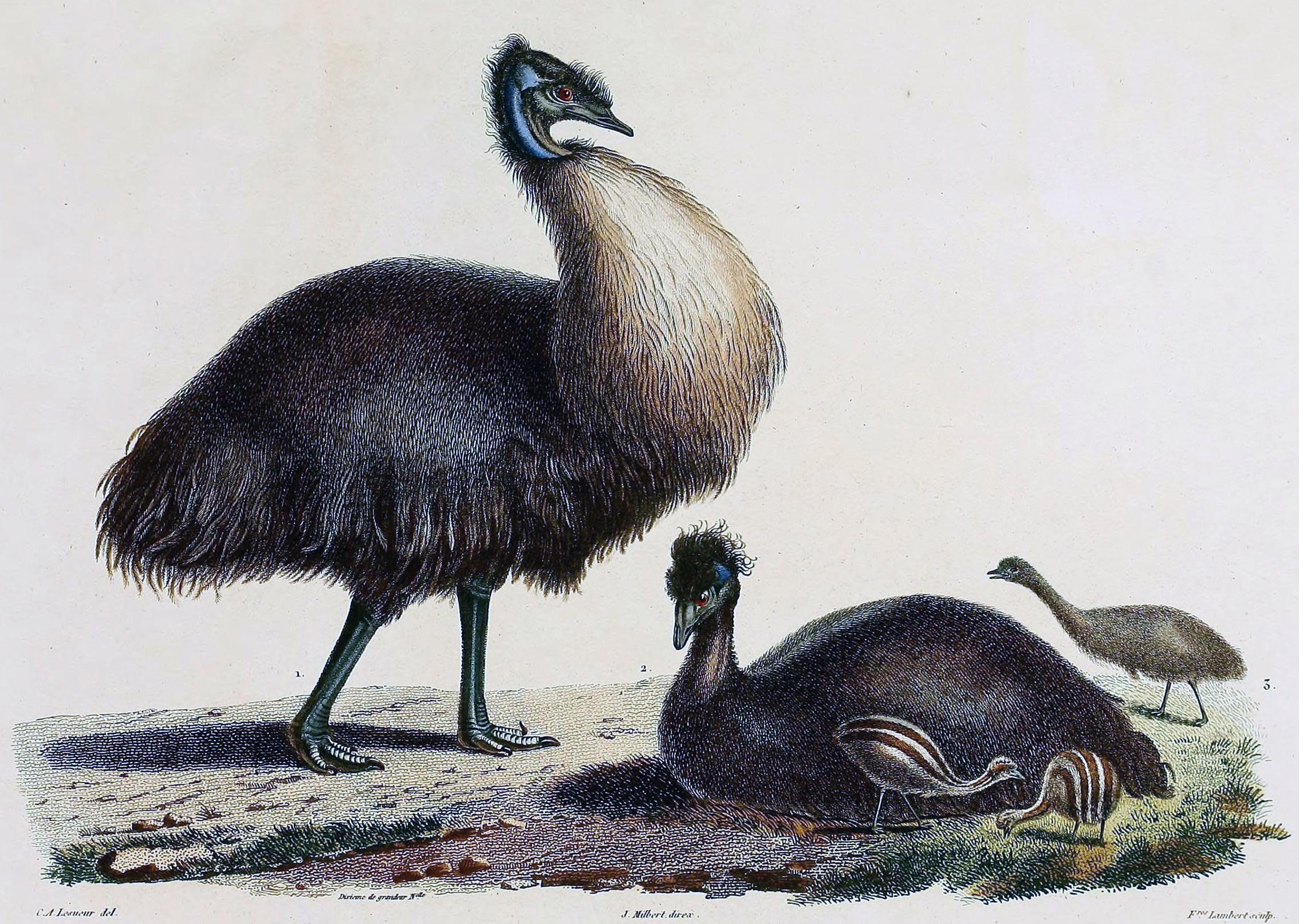
Ilustración de 1807 por Lesueur mostrando una «pareja con ejemplares juveniles».

El Voyage de découverte aux terres Australes, escrito por Perón en 1807 y compuesto por tres volúmenes que narran la expedición, contiene una ilustración (placa 360) realizada por Charles-Alexandre Lesueur, artista residente de la Expedición Baudin en la que se representa una familia de casoars proveniente de Ile Decrès (nombre francés para la isla Canguro) aunque existe controversia del animal que en realidad representa. La imagen es descripta como un macho y hembra de la misma especie rodeados de juveniles, sin embargo, este grupo familiar es improbable ya que las parejas reproductoras del emú común se separan cuando el macho comienza la incubación de los huevos. Además, bocetos preparatorios de Lesueur indican que pudo haber sido elaborados sobre la base de ejemplares cautivos del Jardín de Plantas de París y no de ejemplares salvajes, los cuales habrían sido más difíciles de observar durante períodos prolongados.

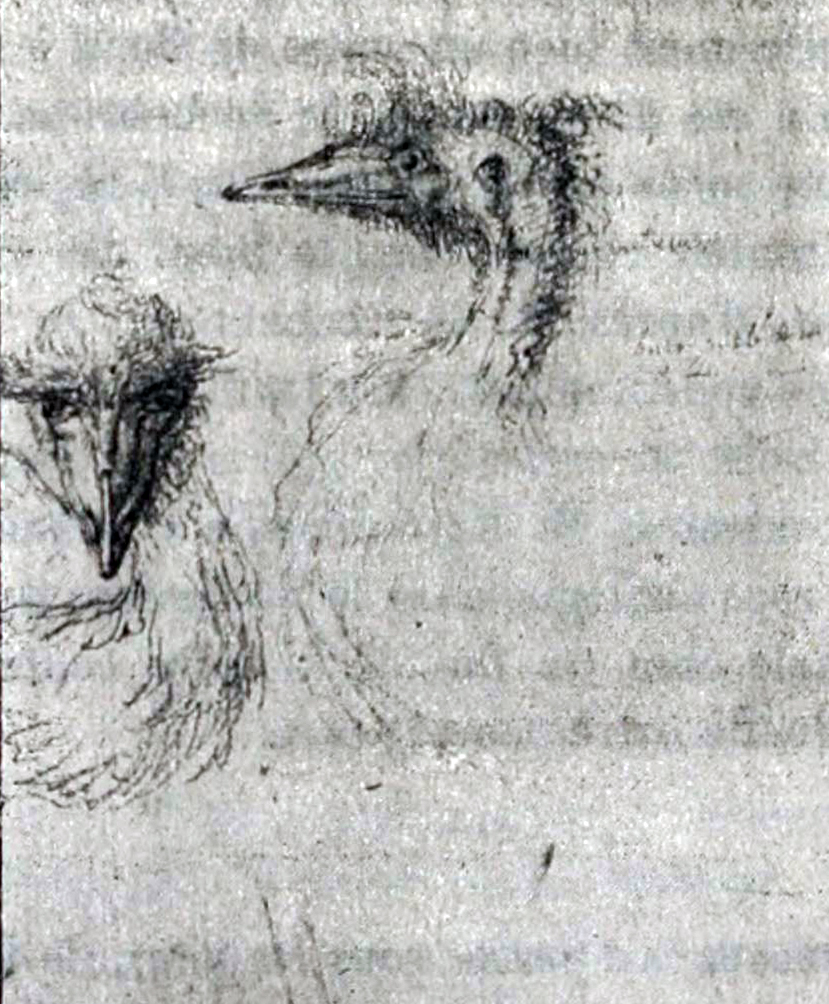
Bocetos preparatorios para la ilustración de 1807

Stephanie Pfennigwerth, conservadora del Museo de Australia, propone que corresponden a ejemplares cautivos de emú donde el «macho» y más grande es un emú de la isla Canguro mientras que la «hembra» es uno de la isla King, además el escenario es ficticio y los sexos de los ejemplares es indeterminado. Posiblemente el género presentado fue por las diferencias de tamaño de los ejemplares. Además, la garra torcida del «macho» ha sido interpretada como evidencia de su vida en cautiverio y que el ejemplar mostrado corresponde al mismo del que se conserva un esqueleto en París que tenía un dedo deforme. Por otro lado, la «hembra» pudo haber sido basada en una piel actualmente conservada en París y proveniente de un ejemplar de la isla King de unos cinco meses de edad y muerto durante el viaje por el mal tiempo que fue posiblemente rellenada allí mismo por el propio Lesueur. Los polluelos, en cambio, pudieron haber sido basados en los del emú común ya que no se tiene registro de algún ejemplar juvenil vivo recogido en la expedición.

### Extinción

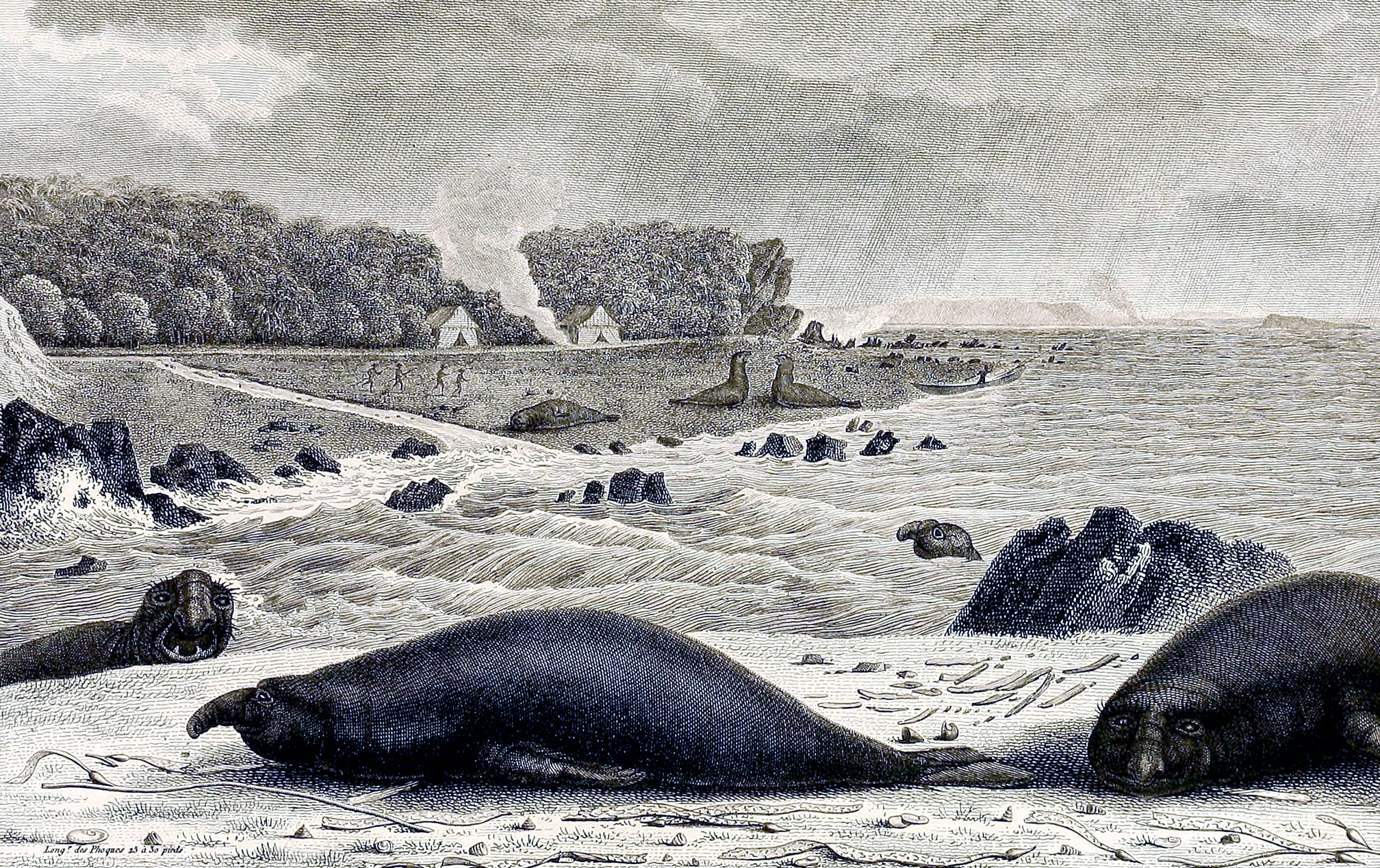
Grabado de Lesueur de 1807 mostrando focas y cazadores de focas en la isla King.

La causa exacta de su extinción es desconocida. Poco después de ser descubierta, cazadores de focas se asentaron en la isla debido a la abundancia de elefantes marinos. La entrevista realizada por el naturalista François Péron a Daniel Cooper sugiere que probablemente la caza contribuyó a la desaparición de las aves. Péron describe como los perros fueron entrenados a propósito para cazar emúes e incluso el mismo Cooper afirmó haber matado a nada menos de 300 emúes por sí mismo. El hecho de que Cooper había estado en la isla durante seis meses sugiere que mató unas 50 aves por mes. Su grupo de cazadores de focas constaba de once hombres, además de su esposa, y sólo entre ellos pueden haber matado unos 3600 emúes para cuando Péron los visitó.
Péron explicó que los cazadores de focas consumían una enorme cantidad de carne y que incluso sus perros mataban a varios animales cada día. También mencionó que este tipo de perros de caza fueron liberados en la isla Canguro y teorizó que podrían acabar con toda la población de emúes de la isla en algunos años, aunque no expresó la misma preocupación por los de la isla King. Los incendios forestales también pudieron jugar un papel importante en su extinción. Es probable que las dos aves en cautiverio en Francia, que murieron en 1822, sobrevivieran a sus congéneres salvajes en la isla King y, por lo tanto, eran los últimos de su tipo. A pesar de Péron declaró que la isla King estaba llena con emúes en 1802, es posible que se hayan extinguido en estado salvaje para 1805.
Posteriormente, en 1967 y cuando el emú de la isla King aún solo se conocía por restos prehistóricos, James Greenway teorizó que pudieron haber sido exterminados por nativos y especuló que los incendios iniciados por hombres prehistóricos o por relámpagos pudieron haber sido los responsables de su extinción. En este momento, el emú común estaba amenazado por la caza excesiva y Greenway advirtió que podría terminar compartiendo el mismo destino que sus parientes isleños si no se tomaban medidas.